# Nicolae Rotaru
Nicolae Rotaru (né le 16 juillet 1935 et mort en 2009) est un tireur sportif roumain. Il participe aux Jeux olympiques d'été de 1960, aux Jeux olympiques d'été de 1964, aux Jeux olympiques d'été de 1968, aux Jeux olympiques d'été de 1972 et aux Jeux olympiques d'été de 1976. En 1972, il participe à l'épreuve de la carabine couché 50m et remporte la médaille de bronze.

## Palmarès

### Jeux olympiques
- Jeux olympiques de 1972 à Munich,  Allemagne
  -  Médaille de bronze.